# Pat O'Sullivan
Pat O'Sullivan, född i 1926 i Connecticut, var en amerikansk golfspelare.
O'Sullivan var under hela sin karriär amatörspelare men hon var medlem på den amerikanska LPGA-touren från 1951. Det året vann hon majortävlingen LPGA Championship vilket också blev hennes enda seger på LPGA-touren. Hon vann dock en rad amatörtävlingar framför allt i Connecticut och hennes sista stora seger kom i Connecticut State Women's Amateur som hon vann tre gånger.
Hon blev medlem i Race Brook Country Club i Orange år 1942 och var fortfarande medlem år 2005. Hon valdes in i Connecticut Golf Hall of Fame 1967.